# Benedykt Odya
Benedykt Stanisław Odya (ur. 4 grudnia 1975 w Starogardzie Gdańskim) – polski dyrygent, dr hab. sztuk muzycznych, profesor nadzwyczajny (2016-2018) profesor uczelni (2019 - do obecnie) Wydziału Edukacji Muzycznej Uniwersytetu Kazimierza Wielkiego w Bydgoszczy.

## Życiorys
7 marca 2008 obronił pracę doktorską Próba interpretacji sztuki wykonawczej polskich pieśni pasyjnych epoki średniowieczna i XVI wieku. 18 stycznia 2016 habilitował się na podstawie pracy zatytułowanej Haydn Siedem Ostatnich Słów Chrystusa na Krzyżu, Rheinberger Satabat Mater w wykonaniu Orkiestry Kameralnej Capella Bydgostiensis oraz Chóru Uniwersytetu Kazimierza Wielkiego w Bydgoszczy pod dyrekcją Benedyka Odya ISMN 979-0-9013378-3-1.
Został zatrudniony na stanowisku adiunkta w Instytucie Edukacji Muzycznej na Uniwersytecie Kazimierza Wielkiego w Bydgoszczy, oraz objął funkcję profesora nadzwyczajnego na Wydziale Edukacji Muzycznej UKW w Bydgoszczy, a także prorektora na UKW w Bydgoszczy.

## Nagrody i wyróżnienia
- Nagroda Rektora Akademii Bydgoskiej/Uniwersytetu Kazimierza Wielkiego i List Gratulacyjny Rektora UKW (dziesięciokrotnie)[1]
- 2006: Medal Prezydenta Miasta Bydgoszczy[1]
- 2008: Srebrna Odznaka Polskiego Związku Chórów i Orkiestr[1]
- 2009: Brązowy Krzyż Zasługi[1]
- 2011: Statuetka Przyjaciel Fundacji Iskierka[1]
- 2011: Medal Komisji Edukacji Narodowej[1]
- 2024: Złoty Krzyż Zasługi[3]